# Nakatsugawa
Nakatsugawa (中津川市 Nakatsugawa-shi?) es una ciudad ubicada en Gifu, Japón. A 31  de diciembre de  2018, la ciudad tenía una población estimada de 78,930 y una densidad de población de 120 personas por km 2 en 30,788 hogares. El área total de la ciudad era 676,45 kilómetros cuadrados (261,2 mi²).

## Clima
La ciudad tiene un clima caracterizado por veranos cálidos y húmedos e inviernos suaves (clasificación climática de Köppen Cfa). La temperatura media anual en Nakatsugawa es de 13.6 °C. La precipitación anual promedio es 1940   mm con septiembre como el mes más lluvioso. Las temperaturas son más altas en promedio en agosto, alrededor de 26.0 °C, y el más bajo en enero, alrededor de 1.7  ° C.

## Demografía
Según los datos del censo japonés, la población de Nakatsugawa se ha mantenido relativamente estable en los últimos 40 años.
| Año del censo | Población |
| ------------- | --------- |
| 1970          | 79,593    |
| 1980          | 83,539    |
| 1990          | 84,410    |
| 2000          | 85,004    |
| 2010          | 80,910    |

## Ciudades hermanadas
- Registro, São Paulo, Brasil, desde 1980